# 백운산 (작가)
백운산(白雲山, 본명: 유영대, 본명 한자: 劉英大, 1944년 2월 29일~)은 대한민국의 작가 겸 철학 성향 역술가이고 저술가 겸 소설가이며, 전직 대학 교수이자 교육인이다.

## 생애
1944년 일제 시대 강원도 영월군에서 출생한 그는 지난날 한때 1946년 당시 미군정 시대 강원도 춘천군에서 잠시 유아기를 보낸 적이 있으며, 조선 제23대 군주 순조 시대 말기(1825년)에 강원도 춘천 지역의 서얼 중인 출신의 철학 성향 역학 역술가 겸 한시 시조 시인 등으로 활동한 조선 시대의 작가 겸 역학술 철학자 출신의 백암 유중평(白岩 劉重平) 선생의 직계 후손인 그는 무당 관련 관상 점술 성향을 전격 배제한 철학 성향의 역학 실용융합형 관상학 등으로써, 1980년대 후반에 이슈를 모았다.

## 주요 이력

### 대표 경력
- 동국대학교 국어국문학과 객원교수 역임
- 홍익대학교 국어국문학과 객원교수 역임
- 중앙대학교 국어국문학과 객원교수 역임
- 수원대학교 국어국문학과 객원교수 역임
- 강원대학교 국어국문학과 객원교수 역임
- 고려대학교 국제대학원 특임강사 역임

### 주요 경력
- 한국일보 "오늘의 운세" 해설
- 경향신문 "주말의 운세" 해설
- 한국관상협회 회장
- 한국역술가협회 CEO 중앙총회장

### 기타 이외 이력
- 대한민국 공보처 전통문화산업자문위원(1990년 7월 ~ 1991년 8월)
- 8.15 광복 50주년 국가보훈처 홍보대사(1995년 3월 ~ 1995년 9월)

## 주요 작품

### 소설
- 《로땡의 거리》(1995년 2월, 명지사.)

### 저술
- 《시대의 운세》(1996년 1월, 한국일보사 특집 별책 부록.)

## 인간 관계
역사학자 겸 저술가 이이화, 뮤지컬배우 겸 영화배우 남석훈, 시인 겸 대학 교수 이수익, 연극배우 겸 연기자 심양홍, 대학 교수 겸 전직 정치인 박재규, 대학 교수 겸 전직 정치인 정세현, 대학 교수 겸 저술가 황수관, 연극배우 겸 연기자 조상건, 전직 정치인 고봉복 등과 절친한 사이를 지니었었다.